# Josef Gerschon
Josef Gerschon (* 13. Dezember 1887 in Lauterbach bei Elbogen, Österreich-Ungarn; † 1960) war ein sudetendeutscher Komponist und Dirigent.

## Leben und Werk
Er war der Sohn des Bürgers und Weinhändlers Josef Gerschon. Nach dem Schulbesuch in seiner böhmischen Heimatstadt, nahm er zunächst privaten Musikunterricht und studierte von 1904 bis 1905 am Königlichen Konservatorium der Musik zu Leipzig Waldhorn, Klavier bei Lohse und Theorie bei Paul. Danach wurde er in die Hofkapelle in Bückeburg aufgenommen. Später wechselte er an das Stadttheaterorchester nach Leipzig, bevor er nach Wien an das dortige Tonkünstler-Orchester ging. 
Nach Gründung der Tschechoslowakei zog es ihn in die Nähe seiner Heimatstadt zurück und er ließ sich in Karlsbad nieder, wo er ein eigenes Orchester dirigierte und auch als Sänger und Komponist tätig wurde. Er sang zur Gitarre und schrieb u. a. eine Sonate für Geige und Gitarre und zahlreiche Lieder mit Gitarren-Begleitung. Besonders bekannt war auch sein Egerländer Wahlspruch für Männerchor.
Nach der Angliederung des Sudetenlandes an das Deutsche Reich wurde er deutscher Staatsbürger. Im Juli 1939 erhielt er durch den Volkstumsbeauftragten für das Erzgebirge im Heimatwerk Sachsen, den NSDAP-Kreisleiter Vogelsang, im Landestheater Obererzgebirge in Annaberg den 1. Platz im Musikwettbewerb, bei dem neue Orchestermusik unter Verwendung erzgebirgischer Heimatlieder erstmals vorgestellt wurden. Gerschon hatte daran mit seiner Erzgebirgischen Volksmusik im Andenken an den 1937 verstorbenen erzgebirgischen Volkssänger Anton Günther teilgenommen.